# Catamenia homochroa
Catamenia homochroa là một loài chim trong họ Thraupidae.